# 1975年ポルトガル議会選挙

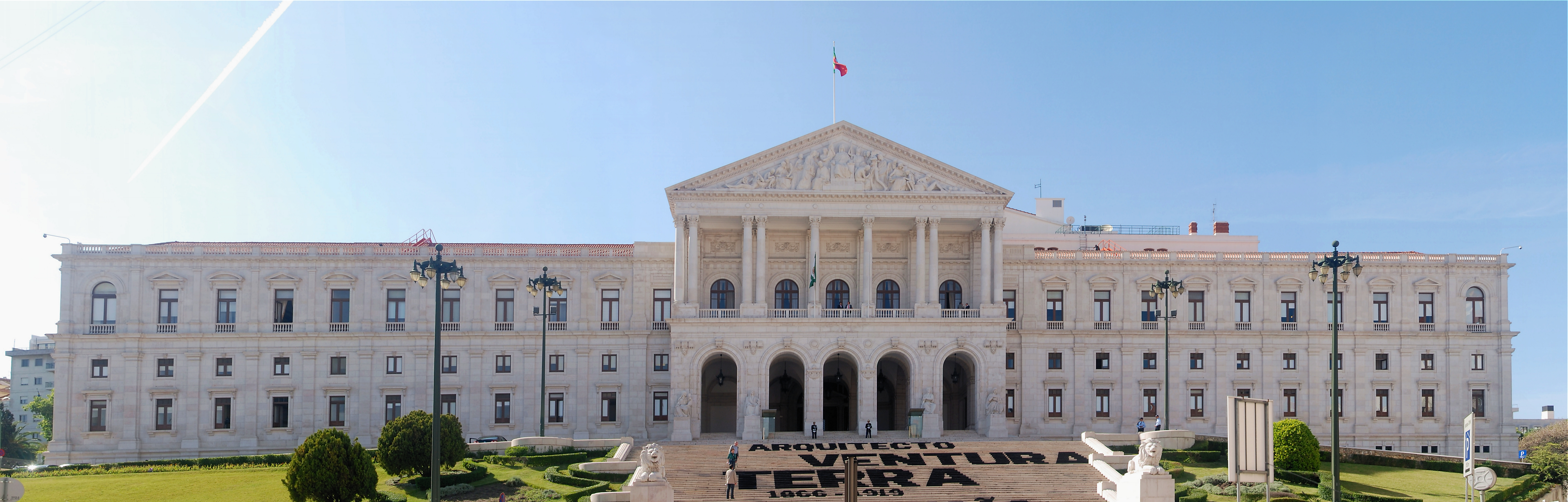
共和国議会議事堂（サン・ベント宮殿）

1975年ポルトガル議会選挙（1975ねんぽるとがるぎかいせんきょ、ポルトガル語：Eleições legislativas portuguesas de 1975）は、ポルトガル共和国の新しい憲法を制定するために設置される制憲議会を構成する議員を選出するため、1975年4月25日に行われた選挙である。

## 概要
前年1974年4月25日のカーネーション革命でサラザール・カエタリーノ独裁体制を倒した国軍運動(MFA)は翌26日に発表した「国軍運動綱領」の中で、1年以内に制憲議会選挙を実施することを発表した。これに基づいて行われた制憲議会選挙で12の政党（マカオ地域を除く）が参加した。複数政党制に基づく自由選挙は、1929年以来実に46年ぶりで、国民の選挙に対する関心は高く、投票率は9割以上に達した。

## 選挙制度
- 議会定数：250議席
- 選挙制度[1]：比例代表制（拘束名簿式）
  - 有権者は政党に投票
  - 選挙区毎にドント式で各政党に比例配分
  - 議席阻止条項は無し
- 選挙区[2]：23選挙区
  - ポルトガル本土：18選挙区
  - アゾレス諸島：1選挙区
  - マデイラ諸島：1選挙区
  - モザンビーク：1選挙区
  - マカオ：1選挙区
  - 国外欧州外選挙区：1選挙区
- 有権者：選挙権と被選挙権は共に18歳以上のポルトガル国民

## 選挙結果
- 投票日：1974年4月25日
- 有権者：6,231,372名

| 党派                    | 得票数    | 得票率 | 議席 |
| ----------------------- | --------- | ------ | ---- |
| 社会党 PS               | 2,162,972 | 37.87  | 116  |
| 人民民主党 PPD          | 1,507,282 | 26.39  | 81   |
| ポルトガル共産党 PCP    | 711,935   | 12.46  | 30   |
| 民主社会中道党 CDS      | 434,879   | 7.61   | 16   |
| ポルトガル民主運動 MDP  | 236,318   | 4.14   | 5    |
| 人民社会主義戦線 FSP    | 66,307    | 1.16   | 0    |
| 左翼社会主義運動 MES    | 58,248    | 1.02   | 0    |
| 人民民主運動 UDP        | 44,877    | 0.79   | 1    |
| 共産主義選挙戦線 FEC    | 33,185    | 0.58   | 0    |
| 人民君主党 PPM          | 32,526    | 0.57   | 0    |
| 統一人民党 PUP          | 13,138    | 0.23   | 0    |
| 国際共産主義連盟 LCI    | 10,835    | 0.19   | 0    |
| マカオ権益擁護協会 ADIM | 1,622     | 0,03   | 1    |
| マカオ民主センター CDM  | 1,030     | 0,02   | 0    |
| 白票                    | 0         | 0.00   | －   |
| 無効票                  | 396,765   | 6.95   | －   |
| 合計                    | 5,711,829 |        | 250  |

- 投票率：91.66％
- 出典
  - CNE Resultados Elecitorais Assembleia da República 25/04/1975
  - Informação Detalhada - Resultados Nacionais Assembleia da República - 25/04/1975

選挙の結果、中道左派のPSが得票率38％弱で第1党に、中道右派のPPDが得票率26％で第2党となった。一方、MFA急進派と密接な関係を築いていたPCPは友党関係にあるMDPを含めても得票率17％台で第3党となり、国民の大部分が急進的な路線を拒否し、漸進的な改革を望んでいることが明瞭に示される形となった。